# 集魚灯

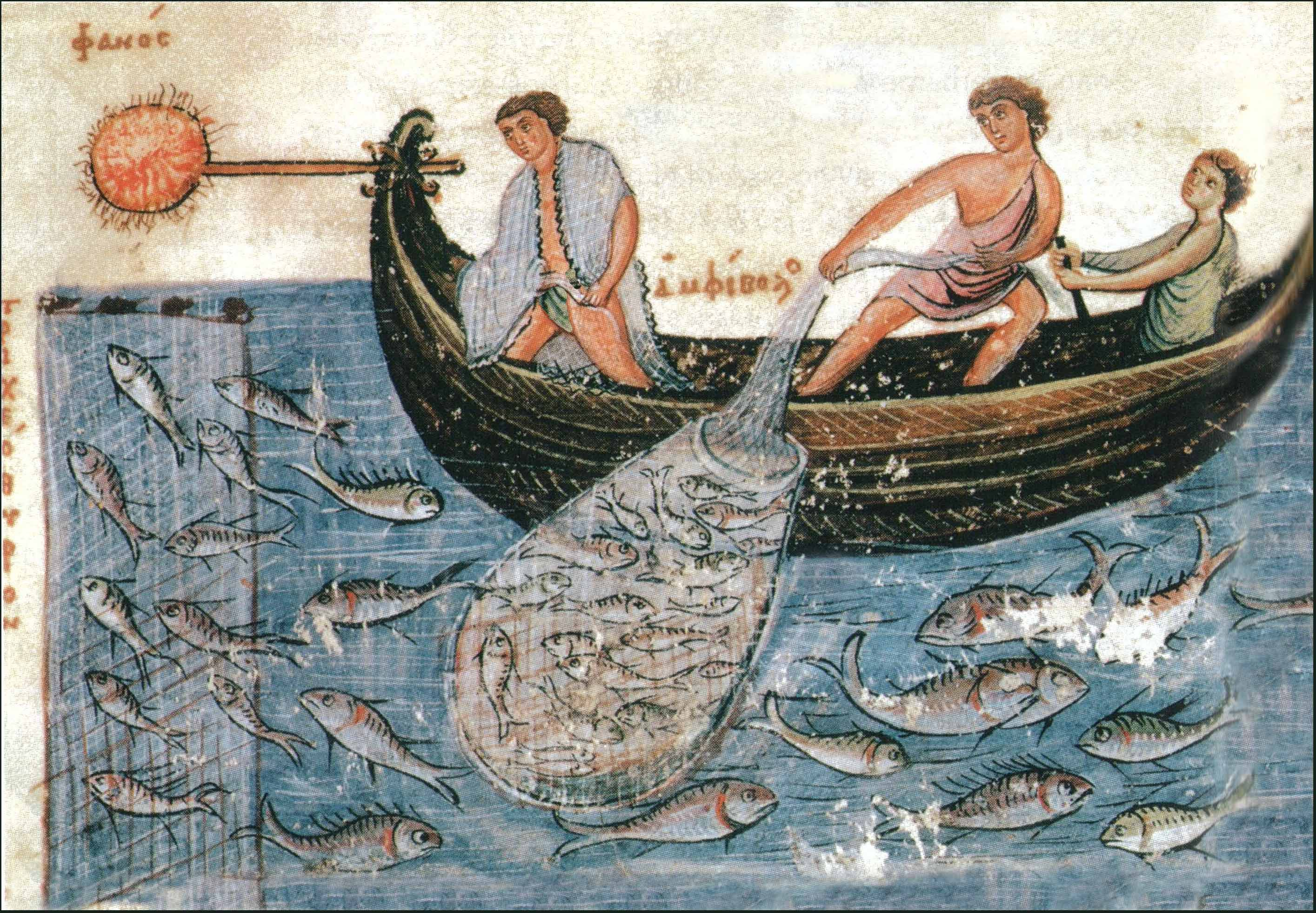
ビザンツ帝国での漁業の様子。スキュリツェス年代記の挿絵から。

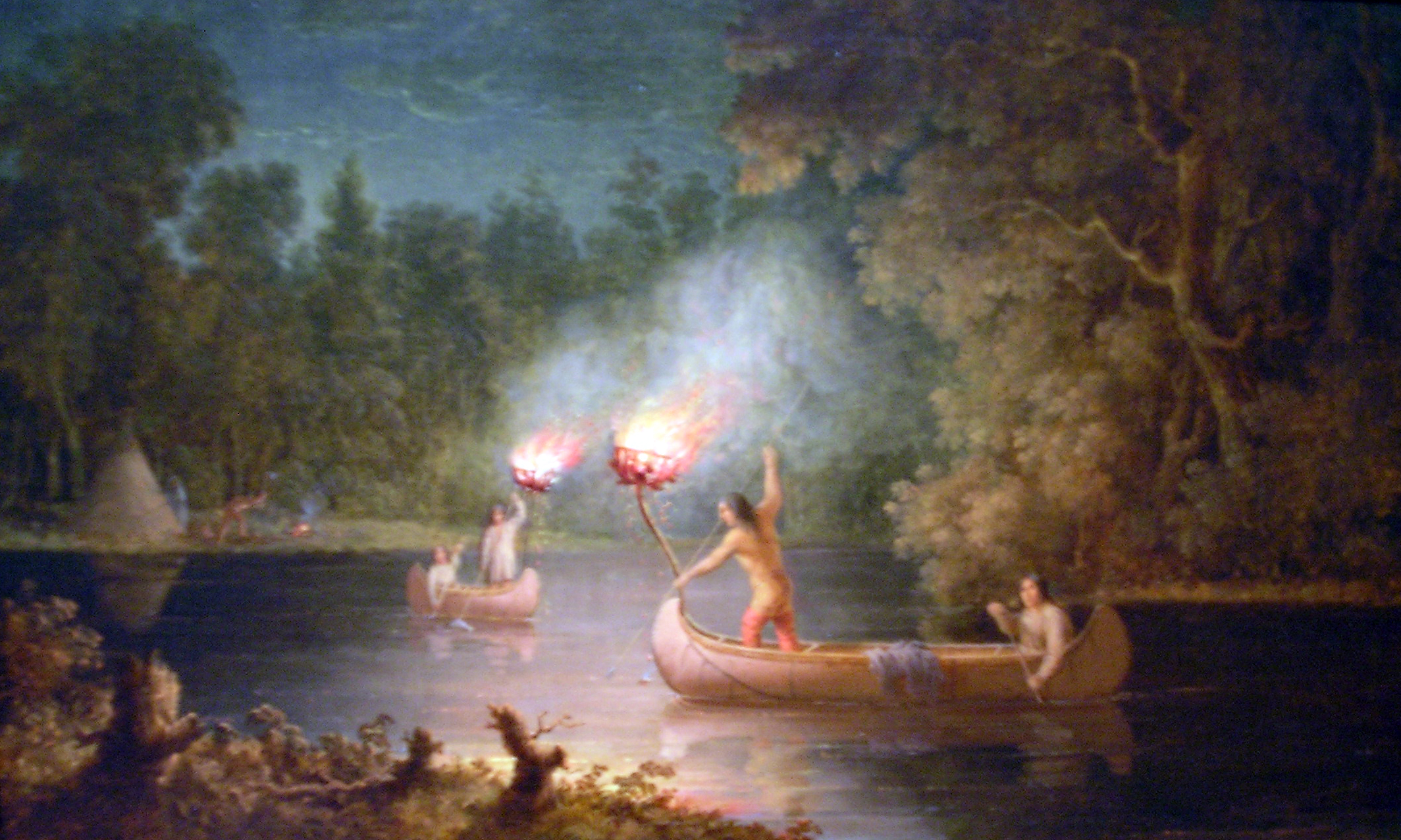
アメリカ先住民メノミニーの漁の様子。作:ポール・ケーン

イカ釣り漁船

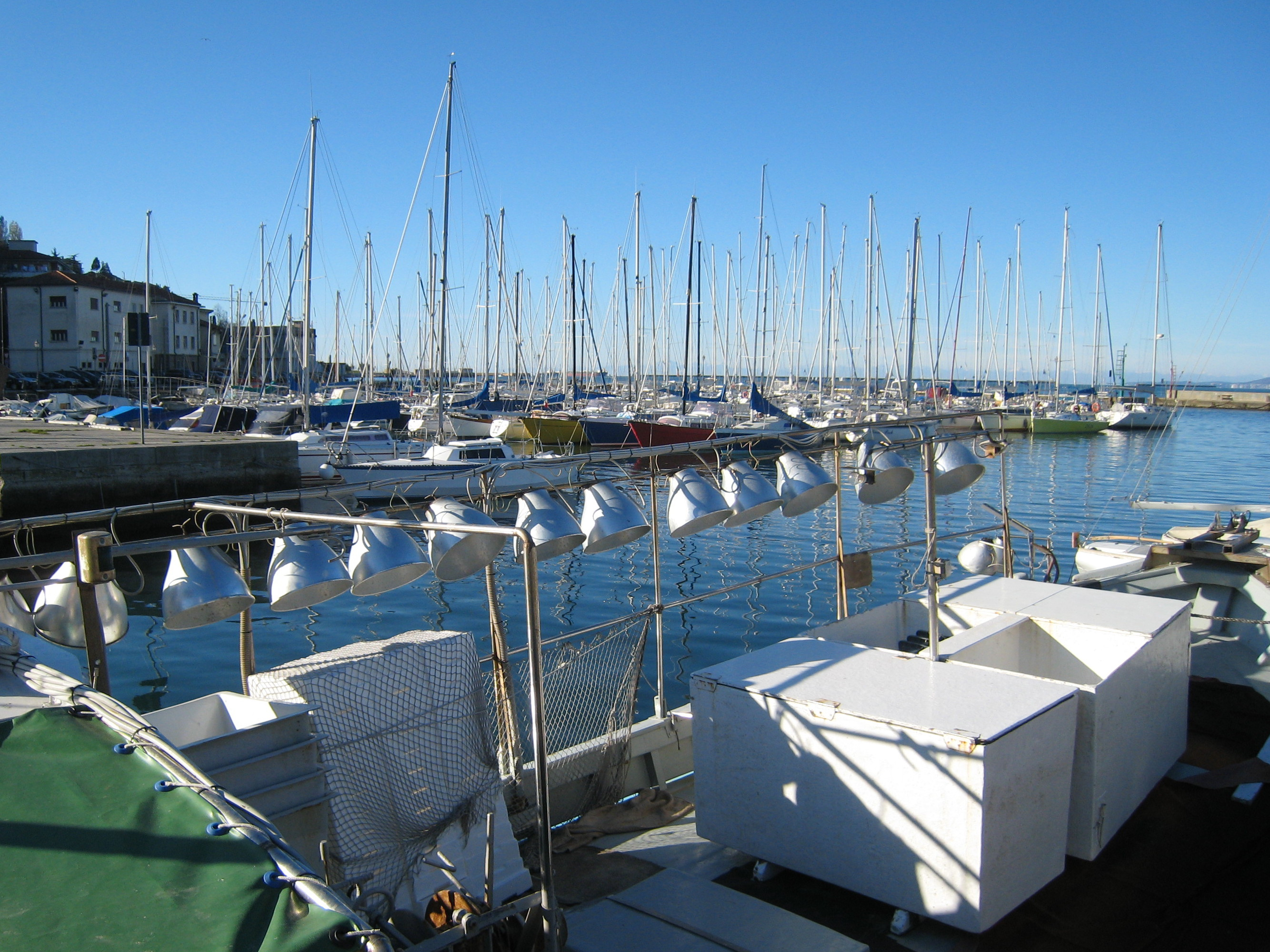
イタリアの集魚灯搭載船

集魚灯（しゅうぎょとう）とは、光に集まる走光性を持つ魚類を集める副漁具の一種。また、その目的で使用する火は、漁火（いさりび）という。

## 概要
有史以前、火を扱うようになって間もないころに、魚が光に集まる性質を持つことを発見したと考えられるが、どの程度の期間をおいて漁法に発展したかは判明していない。このような漁法は、日本をはじめ、アジア、アフリカ、地中海、ヨーロッパ、アメリカなど、世界中で確認される。
江戸時代には、篝火や松脂が使われた。日本では、松明を使った漁法は1910年頃まで確認され、その後は燃料に石油やアセチレンランプを使ったものに変わり、1929年以降は電気を使った集魚灯に置き換わっていった。
LEDライトの適切な配置と位置によって混獲を減らす場合もあるが、逆に無計画な光量や配置が行われれば混獲を増やし乱獲が発生する。そのほかにも水中で使うと海洋ゴミとなったり、光量を増やせば二酸化炭素などの温室効果ガスを大量に排出するため、光力制限や漁法を禁止する場合もある。

## 集魚灯漁法と魚
集魚される魚は、サンマ、マイワシ、カタクチイワシ、マアジ、ムロアジ、マサバ、トビウオ類、イカナゴ、キビナゴ、コノシロ、イサキ、イカ、エビなどである。
混獲防止
トロール漁船のフットロープにLEDを設置することでシュムシュガレイの混獲を防ぐなど、一部の目的外の魚の混獲制御が可能である。
魚の習性
イカは、明るい所を避けて暗い船底に集まる習性があり、一度集まれば留まるため減灯して燃費を抑えることができる。

## 法律
インドでは、乱獲によって漁業資源に影響を与えるという訴えによって、沿岸では禁止された。
また、日本、ベトナム、ノルウェーなどの集魚灯漁法では、光力制限が行われている。
神奈川県漁業調整規則第41条や千葉県・熊本県、琵琶湖など、漁業者かそうでないか、または場所によって、魚を集めるために使う灯りは禁止されている。

## 光源
大光量化、大消費電力化してきた歴史があり、そのエネルギーを生み出すための燃料は値段の高騰や温暖化対策の影響を受けやすい。そのため、効率化や魚などの習性の研究により省エネルギー化が検討されてきた。また、先に述べたように法律によっても光力規制が行われている。
火
白熱灯
水銀灯
メタルハライドランプ
メタルハライドランプは、白熱灯の3分の1から、5分の1の燃費とされる。紫外線も出すため、夜に使うのに漁師は日焼けし、火傷にも似た症状が出る。
発光ダイオード（LED)

### その他
集魚灯の光が氷の結晶に反射し、漁火光柱という柱状の光を作ることがある。
不知火という海上にあらわれる火の妖怪がいるが、これは漁火の異常屈折により光源だけ見られる現象から来たものである。
アイヌでは12月を「たいまつで漁労する月」と呼ぶ(#世界の暦における様々な月の名称を参照）。